# Tinea solenobiella
Tinea solenobiella is een vlinder uit de familie van de echte motten (Tineidae). De wetenschappelijke naam van de soort werd in 1897 gepubliceerd door Thoma de Grey Walsingham. De soort komt voor op de Amerikaanse Maagdeneilanden.